# PO E 1–80
Die Lokomotiven E 1–80 waren regelspurige Elektrolokomotiven der französischen Eisenbahngesellschaft Compagnie du chemin de fer de Paris à Orléans (PO). Sie wurden unter den gleichen Betriebsnummern von der 1937 gegründeten Staatsbahn SNCF übernommen und in BB 1–80 umgezeichnet.

## Geschichte

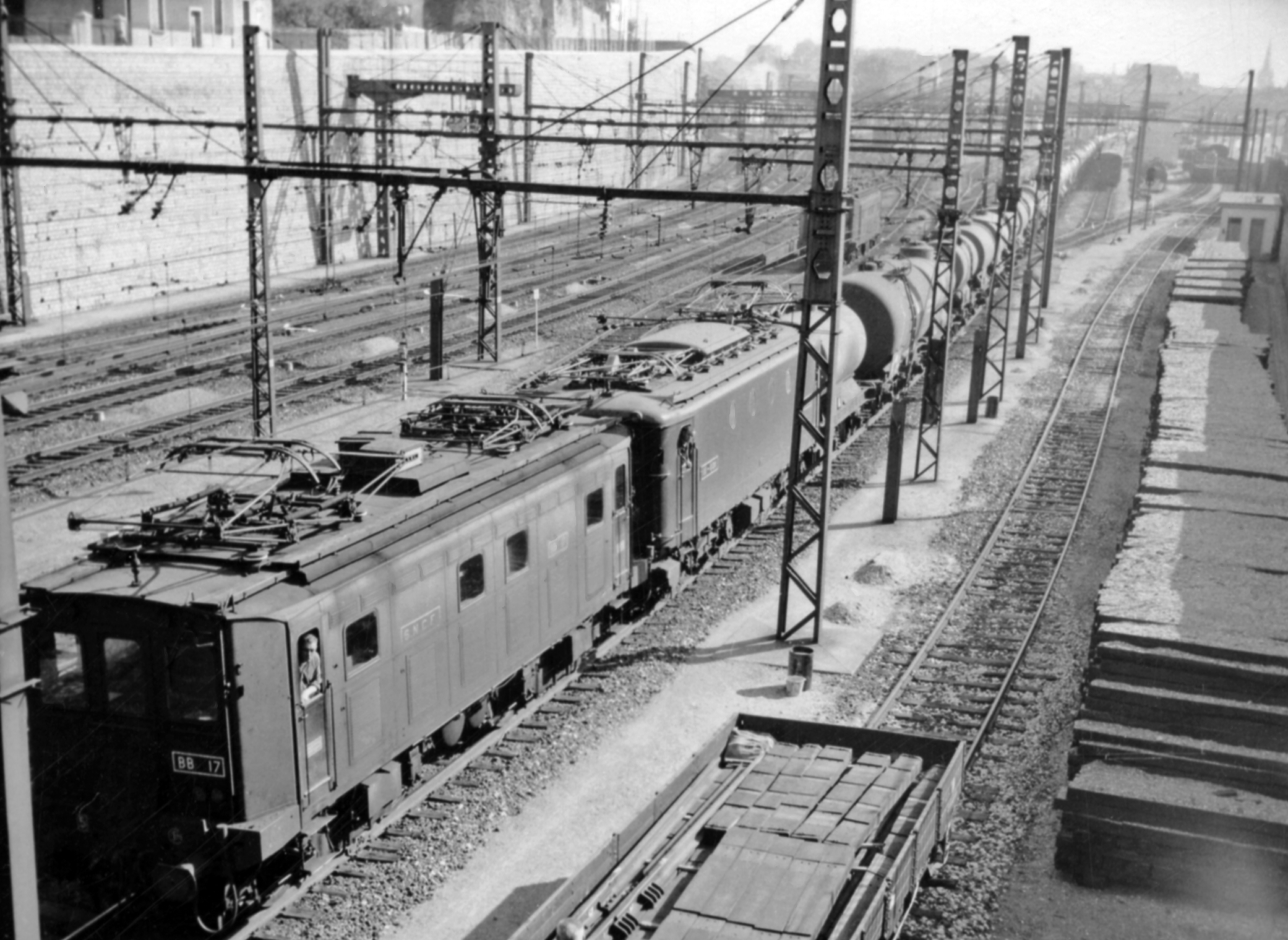
BB 17 vor einem Kesselwagenzug in Dijon, 1959

Anlässlich der Elektrifizierung der Bahnstrecke von Paris nach Vierzon wurden diese Lokomotiven für die Traktion von Personen- und Güterzügen bestellt. Die Inbetriebnahme der 80 bei der SEECF gebauten Maschinen, die aufgrund ihres Anfahrverhaltens beim Personal als „Biquettes“ (Zicklein) bezeichnet wurden, erfolgte im Zeitraum 1924 bis 1928.
Die an US-amerikanischen Vorbildern (Boxcab-Lokomotiven) orientierten Maschinen litten an Konstruktionsfehlern und unter mangelnder Erfahrung. Die von General Electric gelieferten Motoren hatten Probleme mit der Kommutierung; die elektrische Ausrüstung von Westinghouse schützte ungenügend vor Spannungsänderungen und sorgte für Kurzschlüsse und Ausfälle. Beim Anfahren neigten die Loks zum „Steigen“, ihre Stabilität vor Reisezügen war mangelhaft. Die Drehgestelle setzten den Doppelkopfschienen der PO stark zu. Bald stellte sich heraus, dass nach US-Normen gebaute Lokomotiven für französische Verhältnisse (leichte Schienen, schwankende Spannungen und knapp kalkulierte Spielräume) schlecht geeignet waren. Daher wurden an den Maschinen im Laufe der ersten Einsatzjahre zahlreiche Änderungen vorgenommen.
Wegen der aufgetretenen Probleme wurde die Auslieferung der Lokomotiven zeitlich gestreckt. Am 1. Januar 1925 waren nur vier Maschinen betriebsfähig vorhanden, im folgenden Juni dann 22. Um sie nicht ungenutzt zu lassen, wurden in der Folge die meisten davon für den Betrieb zwischen dem Pariser Vorort Brétigny und dem Endbahnhof Gare d’Orsay angepasst. Dieser Abschnitt war mit 600 V Gleichspannung elektrifiziert, der aus einer seitlichen Stromschiene bezogen wurde. Die Loks erhielten Schleifkontakte und einen kleinen dritten Pantografen für den Oberleitungsbetrieb auf den Betriebsgleisen des Gare d’Orsay. Als Zweisystemlokomotiven konnten sie so ohne Lokwechsel Züge zwischen Paris und Étampes bzw. Dourdan befördern. Im Zuge der Erweiterung des elektrischen Netzes der PO wurden diese Umbauten wieder rückgängig gemacht.
Mangels Alternativen wurden die nur 90 km/h schnellen, für den gemischten Verkehr vorgesehenen Maschinen in der Anfangszeit auch vor Schnellzügen eingesetzt. Haupteinsatzgebiet war später der Vorortverkehr im Süden und Südwesten von Paris. Bei ihrer Gründung im Jahr 1937 übernahm die SNCF sämtliche Loks; sie verblieben in ihrem alten Einsatzgebiet, das sich durch weitere Elektrifizierungen bis 1943 noch vergrößerte. In der Endphase der Deutschen Besetzung wurden sieben der Lokomotiven (Nr. 6, 16, 43, 61, 66, 70 und 72) durch Bombenabwürfe der Alliierten zerstört. Der Triebfahrzeugmangel der unmittelbaren Nachkriegszeit führte vorübergehend erneut zum Einsatz der Baureihe vor Schnellzügen, sogar auf Fernverbindungen wie Paris–Bordeaux.
Anfang der 1950er Jahre wurden 23 Maschinen für den Einsatz vor Wendezügen ertüchtigt und dem Bahnbetriebswerk Paris-Lyon zugeteilt; damit gelangten sie in ein Netz, das nicht zur vormaligen PO bzw. PO-Midi gehörte. Im April 1952 wurden acht weitere nach Dijon umbeheimatet, um Güterzügen über die 8-‰-Rampe des Seuil de Bourgogne Vorspann zu leisten. 1953/54 kamen 14 Loks nach Lyon, wo sie in Doppeltraktion im Güterverkehr und Verschiebedienst, aber auch vor Personenzügen auf den Strecken nach Saint-Étienne, Villefranche-sur-Saône und Vienne eingesetzt wurden. Zudem liefen ab 1965 aufgrund des zunehmenden Verkehrs in Richtung Italien Lokomotiven dieser Baureihe auf der Ligne de la Maurienne in den französischen Alpen.
1958 waren noch 73 dieser Maschinen im Einsatz. 42 davon waren dem Bahnbetriebswerk Paris-Sud-Ouest zugeteilt und zogen hauptsächlich Personenzüge des Vorortverkehrs; 31 waren in Les Aubrais beheimatet und wurden auch im Güterverkehr eingesetzt. 1969 erfolgten die ersten Ausmusterungen, sie betrafen jeweils sechs in Chambéry und Villeneuve stationierte Loks. 1974 wurden die letzten vier „normalen“ Maschinen, im Dezember 1976 die ersten acht der Maurienne-Strecke abgestellt. Aufgrund der Umstellung dieser Strecke auf Oberleitungsbetrieb im Juni 1976 verloren die übrigen ihre seitlichen Schleifkontakte, wurden aber vorerst weiter eingesetzt. Mit dem Ausscheiden der Loks 33 und 50 kam 1980 das endgültige Ende.
Zum Jahresende 1980 wurde die letzte Lok abgestellt. Mit der BB 36 blieb im Eisenbahnmuseum Mülhausen (Cité du Train) ein Exemplar museal erhalten.

## Beschreibung

Seitenansicht der BB 37

Die Lokomotiven liefen mit einer Gleichspannung von 1500 V, die über Scherenstromabnehmer der Bauart „Chicago“ aus Oberleitungen bezogen wurde. Sie wurden mittels Druckluft gehoben und an den Fahrdraht gedrückt, später wurden sie von Pantografen der Firma Faiveley ersetzt. Die Achsfolge der vierachsigen Maschinen, die auf zwei Drehgestellen ruhten, war Bo’Bo’. Jede Achse war angetrieben, die vier Traktionsmotoren des Typs GE 276 von General Electric hatten eine Dauerleistung von insgesamt 972 kW. Die Höchstgeschwindigkeit der Loks betrug 90 km/h. Sie hatten eine Dienstmasse von 72 t und waren über Puffer 12,69 m lang. Der Drehzapfenabstand betrug 6000 mm, der Achsstand der Drehgestelle 2950 mm; der Treibraddurchmesser wird je nach Quelle mit 1350 mm oder 1250 mm angegeben.
US-Konstruktionsprinzipien entsprechend war der Lokomotivkasten schlüssig mit dem Rahmen und den Pufferbohlen verbunden. Der Zugang zu den beidseitigen Führerständen erfolgte über seitliche Türen. Für den möglichen Einsatz als Doppeltraktion gab es mittig an den Stirnfronten zusätzliche Türen und Übergangsbleche.

### Umbau für den Einsatz vor Wendezügen
18 dieser Loks wurden zwischen Juli und Oktober 1950 für den Einsatz mit Wendezügen im südöstlichen Pariser Vorortnetz umgebaut. Dabei verloren sie jeweils die Ausrüstung eines der Führerstände, jene wurde in einen Steuerwagen eingebaut. Unter anderem erhielten sie moderne Dachstromabnehmer und eine Einrichtung zum pneumatischen Schließen der Wagentüren. Fünf – und später weitere sechs – Maschinen behielten den zweiten Führerstand, um sie flexibler einsetzen zu können.
Im Frühjahr 1955 wurden sechs der Loks mit nur einem Führerstand samt zugehöriger Wendezüge nach Lyon umbeheimatet, zwischen 1958 und 1960 kamen elf weitere hinzu. Für den Pendelverkehr nach Les Aubrais wurden 1956/57 fünf Züge nach Orléans umgesetzt, zudem kam 1956 ein Zug nach Dijon (alle Loks mit zwei Führerständen).
Dreizehn Züge kehrten bis 1964 aus Lyon nach Paris zurück, einige davon gingen ab 1970 nochmals den umgekehrten Weg. Andere der wendezugtauglichen Lokomotiven wurden für den Einsatz auf der Ligne de la Maurienne umgebaut. Der letzte derartige Wendezug lief im Dezember 1980 in Lyon.

### Maurienne-Lokomotiven
Von den 28 Lokomotiven, die im Betriebswerk Chambéry für den Einsatz auf der Ligne de la Maurienne beheimatet wurden, wurden 22 für den Betrieb an der dortigen seitlichen Stromschiene angepasst. Letztere wurden für permanente Doppeltraktion sowie Wendezugbetrieb umgebaut und fortan nur noch als 25,38 m lange „Pärchen“ eingesetzt. An den Enden, an denen sie gekuppelt wurden, verloren sie ihre Führerstände, an den anderen zugunsten von zusätzlichen Widerständen (Einbau von Widerstandsbremsen) die Dachstromabnehmer; dort erhielten sie jeweils beiderseits Schleifkontakte für die Stromabnahme. Zwischen Juni 1961 und Mai 1962 entstanden die Lokpaare 9+78, 10+80, 20+50, 32+42 und 38+47, 1965 die Paare 24+19, 49+54 und 72+77, 1968 schließlich die Paare 18+31 und 29+40. Nach einem Unfall wurde 1970 die Lok 20 durch die Lok 33 ersetzt.
Auf den bis zu 30 ‰ steilen Rampen südöstlich von Saint-Jean-de-Maurienne zogen bis zu drei gekuppelte Pärchen Züge von maximal 1100 t, zudem leisteten sie Vorspann vor Reise- und Schiebedienst hinter Güterzügen. Sie liefen aber auch als Doppeltraktionen mit Loks der Baureihen 1ABBA1 3600, 1CC1 3700 und 1CC1 3800.